# 6ª edizione dei Satellite Awards
La 6ª edizione dei Satellite Award si è tenuta il 19 gennaio 2002.

## Cinema

### Miglior film drammatico
- In the Bedroom, regia di Todd Field
- Memento, regia di Christopher Nolan
- The Others, regia di Alejandro Amenábar
- I segreti del lago (The Deep End), regia di Scott McGehee e David Siegel
- Sexy Beast - L'ultimo colpo della bestia (Sexy Beast), regia di Jonathan Glazer

### Miglior film commedia o musicale
- Moulin Rouge!, regia di Baz Luhrmann
- Il diario di Bridget Jones (Bridget Jones's Diary), regia di Sharon Maguire
- Gosford Park, regia di Robert Altman
- Hedwig - La diva con qualcosa in più (Hedwig and the Angry Inch), regia di John Cameron Mitchell
- I Tenenbaum (The Royal Tenenbaums), regia di Wes Anderson

### Miglior film straniero
- No Man's Land (Ničija zemlja), regia di Danis Tanović • Bosnia ed Erzegovina
- Baran (Baran / Hamsay-e khoda), regia di Majid Majidi • Iran
- Le biciclette di Pechino (Shiqi sui de dan che), regia di Wang Xiaoshuai • Cina/Francia/Taiwan
- Il favoloso mondo di Amélie (La fabuleux destin d'Amélie Poulain), regia di Jean-Pierre Jeunet • Francia
- La principessa + il guerriero (Der Krieger und die Kaiserin), regia di Tom Tykwer • Germania
- La vergine dei sicari (La virgen de los sicarios), regia di Barbet Schroeder • Colombia/Francia/Spagna

### Miglior film d'animazione o a tecnica mista
- Il Signore degli Anelli - La Compagnia dell'Anello (The Lord of the Rings: The Fellowship of the Ring), regia di Peter Jackson
- Harry Potter e la pietra filosofale (Harry Potter and the Philosopher's Stone), regia di Chris Columbus
- Jimmy Neutron - Ragazzo prodigio (Jimmy Neutron: Boy Genius), regia di John A. Davis
- Monsters & Co. (Monsters, Inc.), regia di Pete Docter, Lee Unkrich e David Silverman
- Shrek, regia di Andrew Adamson e Vicky Jenson

### Miglior film documentario
- A Vida em Cana, regia di Jorge W. Atalla
- Calle 54, regia di Fernando Trueba
- Il mio viaggio in Italia, regia di Martin Scorsese
- Stanley Kubrick: A Life in Pictures, regia di Jan Harlan

### Miglior regista
- Baz Luhrmann – Moulin Rouge!
- Jonathan Glazer – Sexy Beast - L'ultimo colpo della bestia (Sexy Beast)
- Scott McGehee e David Siegel – I segreti del lago (The Deep End)
- John Cameron Mitchell – Hedwig - La diva con qualcosa in più (Hedwig and the Angry Inch)
- Christopher Nolan – Memento

### Miglior attore in un film drammatico
- Brian Cox – L.I.E.
- Russell Crowe – A Beautiful Mind
- Guy Pearce – Memento
- Sean Penn – Mi chiamo Sam (I Am Sam)
- Billy Bob Thornton – Monster's Ball - L'ombra della vita (Monster's Ball)
- Denzel Washington – Training Day

### Miglior attrice in un film drammatico
- Sissy Spacek – In the Bedroom
- Halle Berry – Monster's Ball - L'ombra della vita (Monster's Ball)
- Cate Blanchett – Charlotte Gray
- Judi Dench – Iris - Un amore vero (Iris)
- Nicole Kidman – The Others
- Tilda Swinton – I segreti del lago (The Deep End)

### Miglior attore in un film commedia o musicale
- Ewan McGregor – Moulin Rouge!
- Colin Firth – Il diario di Bridget Jones (Bridget Jones's Diary)
- Gene Hackman -I Tenenbaum (The Royal Tenenbaums)
- John Cameron Mitchell – Hedwig - La diva con qualcosa in più (Hedwig and the Angry Inch)
- Ben Stiller – Zoolander
- Chris Tucker – Colpo grosso al Drago Rosso - Rush Hour 2 (Rush Hour 2)

### Miglior attrice in un film commedia o musicale
- Nicole Kidman – Moulin Rouge!
- Thora Birch – Ghost World
- Audrey Tautou – Il favoloso mondo di Amélie (La fabuleux destin d'Amélie Poulain)
- Sigourney Weaver – Heartbreakers - Vizio di famiglia (Heartbreakers)
- Reese Witherspoon – La rivincita delle bionde (Legally Blonde)
- Renée Zellweger – Il diario di Bridget Jones (Bridget Jones's Diary)

### Miglior attore non protagonista in un film drammatico
- Ben Kingsley – Sexy Beast - L'ultimo colpo della bestia (Sexy Beast)
- Jim Broadbent – Iris - Un amore vero (Iris)
- Billy Crudup – Charlotte Gray
- Ed Harris – A Beautiful Mind
- Ian McKellen – Il Signore degli Anelli - La Compagnia dell'Anello (The Lord of the Rings: The Fellowship of the Ring)
- Goran Višnjić – I segreti del lago (The Deep End)

### Miglior attrice non protagonista in un film drammatico
- Jennifer Connelly – A Beautiful Mind
- Fionnula Flanagan – The Others
- Brittany Murphy – Don't Say a Word
- Julia Stiles – The Business of Strangers
- Marisa Tomei – In the Bedroom
- Kate Winslet – Iris - Un amore vero (Iris)

### Miglior attore non protagonista in un film commedia o musicale
- Jim Broadbent – Moulin Rouge!
- Steve Buscemi – Ghost World
- Hugh Grant – Il diario di Bridget Jones (Bridget Jones's Diary)
- Carl Reiner – Ocean's Eleven - Fate il vostro gioco (Ocean's Eleven)
- Ben Stiller – I Tenenbaum (The Royal Tenenbaums)
- Owen Wilson – I Tenenbaum (The Royal Tenenbaums)

### Miglior attrice non protagonista in un film commedia o musicale
- Maggie Smith – Gosford Park
- Anjelica Huston – I Tenenbaum (The Royal Tenenbaums)
- Helen Mirren – Gosford Park
- Gwyneth Paltrow – I Tenenbaum (The Royal Tenenbaums)
- Miriam Shor – Hedwig - La diva con qualcosa in più (Hedwig and the Angry Inch)
- Emily Watson – Gosford Park

### Miglior sceneggiatura originale
- Milo Addica e Will Rokos – Monster's Ball - L'ombra della vita (Monster's Ball)
- Alejandro Amenábar – The Others
- Baz Luhrmann e Craig Pierce – Moulin Rouge!
- Louis Mellis e David Scinto – Sexy Beast - L'ultimo colpo della bestia (Sexy Beast)
- Christopher Nolan – Memento

### Miglior sceneggiatura non originale
- Robert Festinger e Todd Field – In the Bedroom
- Philippa Boyens, Peter Jackson e Fran Walsh – Il Signore degli Anelli - La Compagnia dell'Anello (The Lord of the Rings: The Fellowship of the Ring)
- Akiva Goldsman – A Beautiful Mind
- John Cameron Mitchell – Hedwig - La diva con qualcosa in più (Hedwig and the Angry Inch)
- Fred Schepisi – L'ultimo bicchiere (Last Orders)

### Miglior montaggio
- John Gilbert – Il Signore degli Anelli - La Compagnia dell'Anello (The Lord of the Rings: The Fellowship of the Ring)
- Jill Bilcock – Moulin Rouge!
- Richard Francis-Bruce – Harry Potter e la pietra filosofale (Harry Potter and the Philosopher's Stone)
- Mike Hill e Daniel P. Hanley – A Beautiful Mind
- Hervé Schneid – Il favoloso mondo di Amélie (La fabuleux destin d'Amélie Poulain)

### Miglior fotografia
- Roger Deakins – L'uomo che non c'era (The Man Who Wasn't There)
- Andrew Lesnie – Il Signore degli Anelli - La Compagnia dell'Anello (The Lord of the Rings: The Fellowship of the Ring)
- Donald McAlpine – Moulin Rouge!
- John Schwartzman – Pearl Harbor
- Piotr Sobociński – Cuori in Atlantide (Hearts in Atlantis)

### Miglior scenografia
- Ian Gracie, Catherine Martin e Annie Beauchamp – Moulin Rouge!
- Stephen Altman e Anna Pinnock – Gosford Park
- Stuart Craig – Harry Potter e la pietra filosofale (Harry Potter and the Philosopher's Stone)
- Benjamín Fernández, Emilio Ardura e Elli Griff – The Others
- Grant Major e Dan Hennah – Il Signore degli Anelli - La Compagnia dell'Anello (The Lord of the Rings: The Fellowship of the Ring)

### Migliori costumi
- Catherine Martin e Angus Strathie – Moulin Rouge!
- Colleen Atwood – Planet of the Apes - Il pianeta delle scimmie (Planet of the Apes)
- Kym Barrett – La vera storia di Jack lo squartatore - From Hell (From Hell)
- Milena Canonero – L'intrigo della collana (The Affair of the Necklace)
- Ngila Dickson e Richard Taylor – Il Signore degli Anelli - La Compagnia dell'Anello (The Lord of the Rings: The Fellowship of the Ring)

### Miglior colonna sonora
- Craig Armstrong – Moulin Rouge!
- Harry Gregson-Williams – Spy Game
- James Horner – A Beautiful Mind
- Rolfe Kent – La rivincita delle bionde (Legally Blonde)
- Hans Zimmer – Hannibal

### Miglior canzone originale
- All Love Can Be (Charlotte Church), musica e testo di James Horner e Will Jennings – A Beautiful Mind
- Come What May (Nicole Kidman e Ewan McGregor), musica e testo di David Baerwald – Moulin Rouge!
- I Fall Apart (Cameron Diaz), musica e testo di Nancy Wilson e Cameron Crowe – Vanilla Sky
- There You'll Be (Faith Hill ), musica e testo di Diane Warren – Pearl Harbor (Pearl Harbor)
- Vanilla Sky (Paul McCartney), musica e testo di Paul McCartney – Vanilla Sky

### Miglior suono
- Gethin Creagh, Christopher Boyes, Michael Semanick e Hammond Peek – Il Signore degli Anelli - La Compagnia dell'Anello (The Lord of the Rings: The Fellowship of the Ring)
- Howell Gibbens – Jurassic Park III
- Daniel Hamood – Hedwig - La diva con qualcosa in più (Hedwig and the Angry Inch)
- Guntis Sics – Moulin Rouge!
- Ricardo Steinberg, Tim Cavagin – The Others

### Migliori effetti visivi
- Chris Godfrey –Moulin Rouge!
- Eric Brevig – Pearl Harbor
- Robert Legato, Nick Davis, John Richardson e Roger Guyett – Harry Potter e la pietra filosofale (Harry Potter and the Philosopher's Stone)
- Jim Mitchell – Jurassic Park III
- Jim Rygiel, Richard Taylor, Alex Funke e Randall William Cook – Il Signore degli Anelli - La Compagnia dell'Anello (The Lord of the Rings: The Fellowship of the Ring)

## Televisione

### Miglior serie drammatica
- 24
- The District
- Six Feet Under
- I Soprano (The Sopranos)
- West Wing - Tutti gli uomini del Presidente (The West Wing)

### Miglior serie commedia o musicale
- Sex and the City
- Dharma & Greg
- Tutti amano Raymond (Everybody Loves Raymond)
- Frasier
- Friends

### Miglior miniserie
- Judy Garland, regia di Robert Allan Ackerman
- Band of Brothers - Fratelli al fronte (Band of Brothers), regia di Phil Alden Robinson, David Frankel, Tom Hanks, David Leland, Richard Loncraine, David Nutter, Mikael Salomon, Tony To
- Further Tales of the City, regia di Pierre Gang
- La rivolta (Uprising), regia di Jon Avnet
- La storia di Anna Frank (Anne Frank: The Whole Story), regia di Robert Dornhelm

### Miglior film per la televisione
- Il giorno dell'attentato a Reagan (The Day Reagan Was Shot), regia di Cyrus Nowrasteh
- Conspiracy - Soluzione finale (Conspiracy), regia di Frank Pierson
- Crimine d'amore (Midwives), regia di Glenn Jordan
- La forza della mente (Wit), regia di Mike Nichols
- La guerra di Varian (Varian's War), regia di Lionel Chetwynd
- Wild Iris, regia di Daniel Petrie

### Miglior attore in una serie drammatica
- Kiefer Sutherland – 24
- James Gandolfini – I Soprano (The Sopranos)
- Craig T. Nelson – The District
- William Petersen – CSI - Scena del crimine (CSI: Crime Scene Investigation)
- Martin Sheen – West Wing - Tutti gli uomini del Presidente (The West Wing)

### Miglior attrice in una serie drammatica
- Edie Falco – I Soprano (The Sopranos)
- Amy Brenneman – Giudice Amy (Judging Amy)
- Kim Delaney – Philly
- Marg Helgenberger – CSI - Scena del crimine (CSI: Crime Scene Investigation)
- Sela Ward – Ancora una volta (Once and Again)

### Miglior attore in una serie commedia o musicale
- Kelsey Grammer – Frasier
- Thomas Cavanagh – Ed
- Eric McCormack – Will & Grace
- Ray Romano – Tutti amano Raymond (Everybody Loves Raymond)
- George Segal – Just Shoot Me!

### Miglior attrice in una serie commedia o musicale
- Debra Messing – Will & Grace
- Jenna Elfman – Dharma & Greg
- Lauren Graham – Una mamma per amica (Gilmore Girls)
- Jane Kaczmarek – Malcolm (Malcolm in the Middle)
- Lisa Kudrow – Friends

### Miglior attore in una miniserie o film per la televisione
- Richard Dreyfuss – Il giorno dell'attentato a Reagan (The Day Reagan Was Shot)
- William Hurt – La guerra di Varian (Varian's War)
- Ben Kingsley – La storia di Anna Frank (Anne Frank: The Whole Story)
- Damian Lewis – Band of Brothers - Fratelli al fronte (Band of Brothers)
- Jeffrey Wright – Boycott

### Miglior attrice in una miniserie o film per la televisione
- Judy Davis- Judy Garland
- Laura Linney – Wild Iris
- Sissy Spacek – Crimine d'amore (Midwives)
- Hannah Taylor-Gordon – La storia di Anna Frank
- Emma Thompson – La forza della mente (Wit)

### Miglior attore non protagonista in una miniserie o film per la televisione
- David Schwimmer – Band of Brothers - Fratelli al fronte (Band of Brothers)
- Billy Campbell – Further Tales of the City
- Cary Elwes – La rivolta (Uprising)
- Colin Firth – Conspiracy - Soluzione finale (Conspiracy)
- Stanley Tucci – Conspiracy - Soluzione finale (Conspiracy)

### Miglior attrice non protagonista in una miniserie o film per la televisione
- Julia Ormond – La guerra di Varian (Varian's War)
- Tammy Blanchard – Judy Garland
- Brenda Blethyn – La storia di Anna Frank (Anne Frank: The Whole Story)
- Jill Hennessy – La famiglia Kennedy o Jackie, Ethel e Joan: le donne dei Kennedy
- Lauren Holly – La famiglia Kennedy o Jackie, Ethel e Joan: le donne dei Kennedy

## Altri premi

### Miglior cast in un film
- Gosford Park – Eileen Atkins, Bob Balaban, Alan Bates, Charles Dance, Stephen Fry, Michael Gambon, Richard E. Grant, Tom Hollander, Derek Jacobi, Kelly Macdonald, Helen Mirren, Jeremy Northam, Clive Owen, Ryan Phillippe, Kristin Scott Thomas, Maggie Smith, Geraldine Somerville, Sophie Thompson, Emily Watson, James Wilby

### Miglior cast in una serie televisiva
- Buffy l'ammazzavampiri (Buffy the Vampire Slayer) – Amber Benson, Marc Blucas, David Boreanaz, Nicholas Brendon, Charisma Carpenter, Emma Caulfield, Sarah Michelle Gellar, Seth Green, Alyson Hannigan, Anthony Head, James Marsters, Michelle Trachtenberg

### Miglior talento emergente
- Dakota Fanning – Mi chiamo Sam (I Am Sam)
- Rupert Grint – Harry Potter e la pietra filosofale (Harry Potter and the Philosopher's Stone)

### Mary Pickford Award
- Karl Malden